# Термінал ЗПГ Еверетт
Термінал ЗПГ Еверетт – інфраструктурний об`єкт для прийому та регазифікації зрідженого природного газу на східному узбережжі США, у штаті Массачусетс.
Термінал розпочав свою роботу у 1971 році, ставши першом об`єктом такого типу в США. Він може проводити регазифікацію до 21,2 млн.м3 на добу (в піковому режимі – до 28,2 млн.м3) та обладнаний сховищем із двох резервуарів загальною ємністю 155000 м3.
Найбільшим споживачем прийнятого на Еверетт палива є теплоелектростанція Mystic потужністю 1600 МВт, яка сполучена з терміналом прямим газопроводом. Також регазифікована продукція подається у трубопровідні системи Tennessee Gas Pipeline, Algonquin Gas Transmission та розподільчу мережу National Grid Greater Boston.
Окрім подачі регазифікованої продукції у газотранспортну мережу, частина ЗПГ (до 10%) відвантажується у автоцистернах. Термінал має можливість забезпечити відправку автотранспортом до 10000 тисяч партій на рік на відстань до 280 миль від Бостону. Крім того, у 2012 році біля самого терміналу споруджена заправочна станція, що обслуговує вантажні автомобілі, які використовують як паливо зріджений газ.
Основна частина поставок (більше 80%) надходить з Атлантік ЗПГ на Тринідаді.
Можливо відзначити, що на тлі «сланцевої революції», яка перетворила США на нетто-експортера природного газу, адміністративні перепони на шляху будівництва газопроводів у Новій Англії сприяли продовженню імпорту ЗПГ. Як наслідок, термінал Еверетт став одним з останніх об`єктів такого типу, що продовжують діяльність в США. В 2016 році через нього імпортували біля 2 млрд.м3 газу, або 82% від загального обсягу імпорту ЗПГ до країни.